# Juan Lindolfo Cuestas

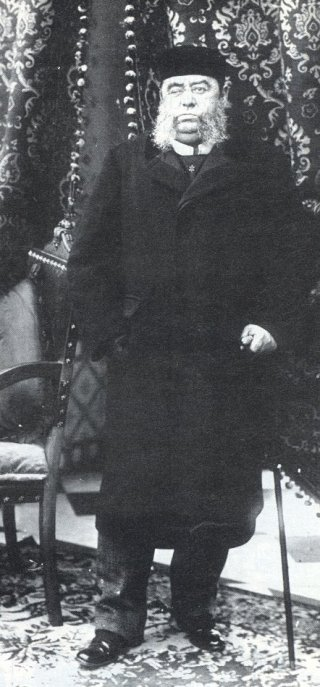
Juan Lindolfo Cuestas.

Juan Lindolfo de los Reyes Cuestas York (Paysandú, Uruguay, 6 de enero de 1837 - París, Francia, 21 de junio de 1905) fue un político uruguayo y el décimo octavo presidente del país en el periodo 1899-1903.

## Carrera política

### Primeros cargos de gobierno
Desde temprano dedicado al comercio industrial, se convirtió en experto en temas de contabilidad y administración, lo que lo llevó a ocupar varios cargos de gobierno relacionados con el tema.
Ministro de Hacienda en 1880, durante la presidencia de Francisco Antonino Vidal Silva, lo siguió siendo durante la presidencia de Máximo Santos, hasta que este lo designó Ministro de Justicia, Culto e Instrucción Pública (1884 a 1886). También fue senador y diputado.
Perteneció al grupo de los "Colectivistas" que rodearon a los presidentes Julio Herrera y Obes y Juan Idiarte Borda durante sus mandatos, y que monopolizaron los cargos políticos por medio de la manipulación electoral, mereciendo las críticas de la oposición nacionalista (Eduardo Acevedo Díaz) y colorada (coloradismo popular de José Batlle y Ordóñez).

### Cuestas y la coparticipación
Era Presidente del Senado el 25 de agosto de 1897, cuando durante el transcurso de la insurrección nacionalista del caudillo Aparicio Saravia, el asesinato del presidente Juan Idiarte Borda en Montevideo lo llevó a la primera magistratura, en calidad de encargado del Poder Ejecutivo. De allí en más, y apoyado casi que incondicionalmente por quienes hasta el día de ayer habían sido los opositores al presidente muerto (y por lo tanto también a él), se convirtió súbitamente en la garantía del final del conflicto civil y el mantenimiento de la paz.
A ello contribuyó no solo el hecho que Cuestas acordara con los insurrectos el final del conflicto (Pacto de la Cruz, 18 de septiembre de 1897), como también el hecho que en ese acuerdo se propiciaba una reforma electoral que satisfacía las exigencias de varios sectores de la oposición que reclamaban una ampliación del derecho al voto y mayores garantías de este contra las farsas electorales de la época (leyes electorales posteriormente promulgadas en abril de 1898).
Como en la Paz de Abril de 1872, nuevamente se pactó una coparticipación entre el Partido Colorado y el Partido Nacional, que derivó en el otorgamiento a elementos de este último sector de 6 de las 19 jefaturas departamentales: (Flores, San José, Maldonado, Treinta y Tres, Cerro Largo y Rivera). Esta reedición del reparto político contó con el apoyo de Aparicio Saravia, tanto como de los sectores de Eduardo Acevedo Díaz y José Batlle y Ordóñez.
Cuestas accedió a la presidencia, porque presidía el Senado al producirse el asesinato de Juan Idiarte Borda. Debía ocupar ese cargo hasta la finalización del mandato constitucional de su antecesor, o sea, hasta el 1 de marzo de 1898. Se mantuvo como titular del Poder Ejecutivo, sin embargo, hasta el 1 de marzo de 1903, casi seis años, revelando una personalidad y unas ambiciones que su oscura carrera anterior de funcionario público no permitía adivinar. 
En el gobierno, anunció que los empleados públicos que no concurrieran puntualmente a sus oficinas serían en el acto suspendidos y sumariados; dispuso que en lo sucesivo todas las obras y actos fueran contratados por licitación; ordenó el levantamiento de un inventario financiero; restableció el régimen de publicidad “El país tiene hambre de organización honesta y hay qué cumplir con esta patriótica aspiración”. En esa frase que pronunció el propio día en que asumía el mando quedaba encerrado su programa de gobierno y el pueblo, que efectivamente tenía el hambre que indicaba el presidente, resolvió rodear al nuevo mandatario y prestarle todo su concurso, sin distinción de matices políticos. 
El domingo 28 de noviembre una gran manifestación convocada por la dirección del Partido Colorado, con José Batlle y Ordóñez y Juan Carlos Blanco Fernández a la cabeza, reunió en Montevideo a 50.000 personas que aclamaban a Cuestas; al pasar frente a la casa de Cuestas alguien disparó un tiro y mató a uno de los manifestantes, un joven de apellido Brugnini. Esto provocó una gran indignación popular, y corrió la voz de que el atentado provenía de los colectivistas; en el entierro masivo de Brugnini, se pidió a gritos la disolución del Parlamento. En un clima de creciente agitación política, Cuestas comenzó a moverse en el borde de la ilegalidad; Julio Herrera y Obes denunció que su casa estaba rodeada de policías que impedían el acceso de sus amigos, y calificó el hecho de “mazorcada”. La Comisión Permanente del Parlamento, que entonces funcionaba con clara mayoría colectivista, resolvió interpelar al ministro de Gobierno, pero el presidente se adelantó y emitió un decreto inconstitucional por el cual se desterraba a Herrera y Obes, a Martín Aguirre Pérez (colectivista, blanco) y a Ángel Brian, decreto que pretendía justificarse con medidas similares a las adoptadas en tiempos de Rivera, de Berro y de Tajes, cuando precisamente Julio Herrera y Obes era ministro de Gobierno. Semejante autoritarismo fue resistido por algunos partidarios del presidente, lo que logró que Cuestas luego anulara su decreto.
Sin embargo, el camino hacia la solución de la fuerza estaba abierto. En enero de 1898 el presidente constituyó cuatro cuerpos de voluntarios de la Guardia Nacional (250 miembros de cada uno) que puso a las órdenes de Batlle y Ordóñez, Campisteguy fue sustituido en Hacienda por José R. Mendoza. Los partidos Colorado y Constitucional lanzaron un movimiento tendiendo a disolver el Parlamento y constituir un gobierno provisorio, con el argumento de que el órgano legislativo había sido elegido en comicios fraudulentos. Se hablaba abiertamente de “Revolución”. Por fin, el 10 de febrero de 1898 Cuestas decreto el cese de “los actuales miembros de las Cámaras de Senadores y Diputados, declarándose caducados sus respectivos poderes y exentos de las inmunidades”, disolviendo las cámaras 10 de febrero de 1898, proclamándose presidente provisional de la República y sustituyéndolas por un Consejo de Estado de igual cantidad de miembros, entre los que se contaron José Batlle y Ordóñez y Eduardo Acevedo Díaz, entre muchos otros.

### La dictadura de Cuestas

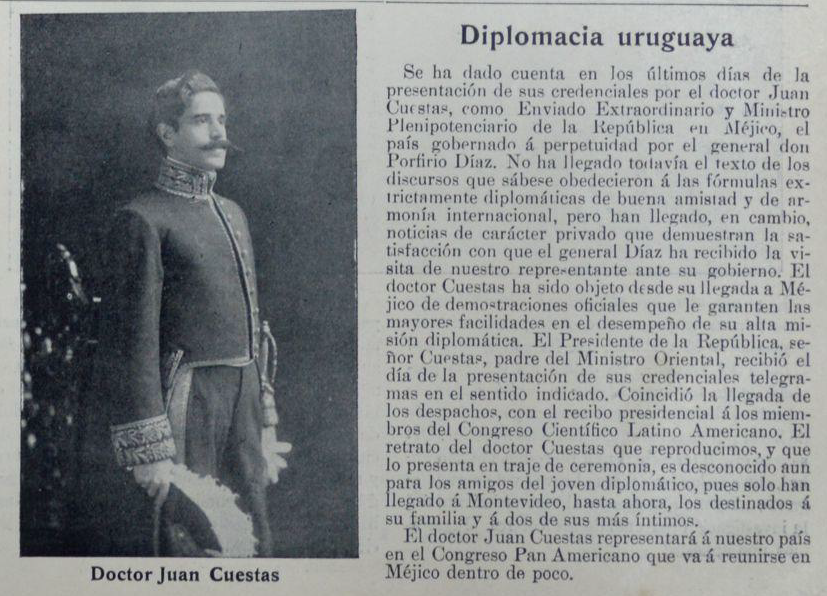
El hijo de Cuestas, el diplomático Juan Cuestas.

La reacción de los colectivistas se plasmó en dos levantamientos armados, que tuvieron lugar el  4 de julio de 1898 con un motín militar y en febrero de 1899 cuando 100 hombres desembarcaron en las costas de Colonia. Ambos intentos fueron rápidamente sofocados y sus participantes fueron presos o marcharon al exilio. Cuestas entregó el mando el 15 de febrero de 1899 al presidente del Senado, José Batlle y Ordóñez, y el 1 de marzo siguiente fue elegido Presidente Constitucional para el período 1899-1903.
Durante su mandato, entre otras realizaciones, comenzaron las obras del Puerto de Montevideo (18 de julio de 1901), en cuya ocasión una calle de la zona fue designada con su nombre (hecho inusual en ese y en posteriores tiempos).
El 1 de marzo de 1903, y tras haber intentado sin éxito impulsar la candidatura de su hijo, el diplomático Juan Cuestas, para sucederle, terminó su período. Casi inmediatamente partió a París, Francia, donde fallecería meses más tarde. Al ser repatriados sus restos al Uruguay, el gobierno no le otorgó los honores fúnebres que le hubieran correspondido en su calidad de expresidente de la República.
La coparticipación acordada durante su período no iría más allá de la presidencia de su sucesor, José Batlle y Ordóñez, quien se enfrentaría victoriosamente ya no en la mesa de negociación sino por las armas, en 1904, en ocasión de la tercera insurrección de Aparicio Saravia.

### Gabinete de gobierno
| Ministerio            | Nombre                    | Período     |
| --------------------- | ------------------------- | ----------- |
| Gobierno              | Miguel Herrera y Obes     | 1897 - 1899 |
| Gobierno              | Saturnino Camps           | 1899        |
| Gobierno              | Eduardo MacEachen         | 1899 - 1903 |
| Relaciones Exteriores | Mariano Ferreira          | 1897        |
| Relaciones Exteriores | Joaquín de Salterain      | 1897 - 1898 |
| Relaciones Exteriores | Domingo Mendilaharsu      | 1898 - 1899 |
| Relaciones Exteriores | Manuel Herrero y Espinosa | 1899 - 1901 |
| Relaciones Exteriores | Germán Roosen             | 1901 - 1903 |
| Hacienda              | Federico Vidiella         | 1897 - 1899 |
| Hacienda              | Juan Campisteguy          | 1899        |
| Hacienda              | Anacleto Dufort y Álvarez | 1899 - 1901 |
| Hacienda              | Diego Pons                | 1901 - 1903 |
| Guerra y Marina       | Luis Eduardo Pérez        | 1897        |
| Guerra y Marina       | Gregorio Castro           | 1897 - 1898 |
| Guerra y Marina       | Nicomedes Castro          | 1898 - 1899 |
| Guerra y Marina       | Pedro Callorda            | 1899 - 1903 |
| Fomento               | Jacobo Varela             | 1897 - 1899 |
| Fomento               | Carlos María de Pena      | 1899        |
| Fomento               | Gregorio L. Rodríguez     | 1899 - 1903 |

| Predecesor: José Batlle y Ordóñez | Presidente de Uruguay 1899-1903 | Sucesor: José Batlle y Ordóñez |

| Predecesor: Juan Idiarte Borda | Presidente de Uruguay 1897-1899 | Sucesor: José Batlle y Ordóñez |